# Acrocercops tomia
Acrocercops tomia là một loài bướm đêm thuộc họ Gracillariidae. Nó được tìm thấy ở đảo Lord Howe.